# Alexander Monro (1733-1817)
Pour les articles homonymes, voir Alexander Monro et Monro.
Alexander Monro (dit secundus) est un anatomiste écossais, né le 20 mai 1733 à Édimbourg et mort le 2 octobre 1817.

## Biographie
Il entre en 1752 à l'université d'Édimbourg et y obtient son doctorat en médecine en 1755. Il étudie à Londres, Paris, Leyde et Berlin. Il prend la succession de son père, Alexander Monro (1697-1767), à la tête de la chaire d’anatomie et de chirurgie à l’université d'Édimbourg.

## Travaux et publications
Il est notamment l'auteur d’Observations on the Structure and Functions of the Nervous System (1783), The Structure and Physiology of Fishes explained and compared with those of Man and Other Animales, Description of the Bursae Mucosae of the Human Boby, their Structure, Accidents and Diseases and Operations for their Cure (1788), Experiments on the Nervous System with Opium and Metalline Substances to determine the Naturel and Effects of Animal Electricity (1793), Three Treatises on the Brain, the Eye and the Ear (1797).

## Éponymie
- Hypothèse de Monro-Kellie: « La boite crânienne comprend trois composants dont les proportions varient un peu selon la position du sujet: les cellules de l’encéphale (80 à 85% en volume), le sang (3 à 6%) et le liquide céphalorachidien (5 à 15%).Ces composants, quasiment incompressibles, sont dans un espace presque clos dont les parois sont très peu élastiques, d’où l’hypothèse de Monro-Kellie : le volume intracrânien est sensiblement constant. Par conséquent toute variation de volume de l’un des secteurs doit s’accompagner d’une diminution complémentaire du volume des autres. »[1]
- Trou de Monro
- Point de Monro
- Sillon (ou sulcus) de Monro
- Bourse de Monro
- Glandes conglomérées de Monro